# 아르타크세르크세스 2세
아르타크세르크세스 2세 므네몬(페르시아어: اردشیر (아르다시르) 고대 페르시아어 : 아르타 후샤사, 아루타 크샤사, 메디아 어 : 아르타 쿠사, 기원전 430년경 – 기원전 359년 / 358년)은 페르시아 제국 아케메네스 왕조의 왕(재위 : 기원전 404년 – 기원전 358년)이다. 아르타크세르크세스의 표기는 그리스어 형태에 따른 것이며, 그의 통치기는 아케메네스 왕조의 제왕 중에서 가장 길었다. 그의 치세는 전란을 겪었지만, 델로스 동맹 등에 의해 상처를 입은 제국의 위신을 회복하는데 성공했다.

## 생애

### 골육상잔
태어난 해는 분명하지 않으며, 즉위 이전 본명도 전해지지 않는다. 플루타르코스의 《플루타르코스 영웅전》에 의하면, 즉위 이전 이름은 아르사케스였다고 하며, 이것은 고대 페르시아어 인명 아르타크샤사, 중세 파르티아어 형인 아르샤크를 그리스 억양으로 발음한 것으로 그의 즉위 이름 자체이다. 한편 콜로폰 역사가 디논은 본명이 오아르세스라고 적고 있다. 아버지는 페르시아 제국의 황제 다리우스 2세였으며, 아르타크세르크세스가 태어난 당시는 아직 왕에 즉위하고 있지 않았다. 다리우스 2세가 즉위한 뒤 어머니 파리사티스가 동생인 키루스를 낳았다. 키루스 이외에도 이복동생이 많이 있었다고 전해지며, 크니도스의 역사가 크테시아스는 파리사티스에게서만 다리우스의 아이를 13명 낳았다고 전하고 있다.
플루타르코스에 의하면, 영리하고, 야심가인 동생 키루스에 반해 아르타크세르크세스는 점잖고, 온화한 성격이었다고 한다. 부모의 희망에 스타테이라와 결혼했지만, 곧 스타테이라 형제가 다리우스 2세의 노여움을 사 처형당했다. 다리우스 2세는 스타테이라도 처형하려고 했지만, 아르타크세르크세스는 어머니 파리사티스를 설득해 스타테이라를 구했다. 기원전 405년 / 404년 다리우스 2세가 죽음의 잠자리에 들자, 파리사티스는 맹목적으로 총애했던 동생 키루스를 후계 왕으로 밀면서 그 근거로 아르타크세르크세스가 태어났을 때는 아직 다리우스 2세는 왕이 아니었다고 주장했다. 그러나 다리우스 2세는 이 주장을 물리치고, 장자인 아르타크세르크세스를 후대 왕으로 지명하면서, 키루스는 사르디스의 태수로 묶어두었다.
기원전 404년 다리우스 2세가 죽자 아르타크세르크세스는 파사르가다에에서 즉위했다. 이에 불만을 품은 키루스는 형의 암살을 계획하지만, 티사페르네스의 밀고로 탄로났다. 그러나 어머니 파리사티스의 옹호로 키루스는 용서를 받았다.
기원전 402년, 오랫동안 반란이 계속되던 이집트가 왕국을 배반한다. 이어 기원전 401년, 사르디스에 있던 동생 키루스가 다수의 그리스 용병을 모아 형을 죽이고 왕이 되고자, 반란을 일으켰다. 게다가 펠로폰네소스 전쟁에서 키루스 지원을 받았고 스파르타가 반란을 지원하기로 약속했다.
그해 가을, 〈쿠낙사 전투〉에서 형제는 격돌하였고, 대왕은 거의 패배할 뻔했지만 공을 서두르고 나온 키루스가 전사하면서 아르타크세르크세스 2세의 왕위는 지켜졌다. 그러나 키루스가 이끌었던 그리스 용병 1만은 뻔히 보고도 놓치고 말았다.(그리스 용병의 귀로 기록이 크세노폰의 《아나바시스》이다).

### 대왕의 평화
키루스를 따르던 이오니아 도시들은 페르시아에 반기를 들었고, 거기에 개입하여 스파르타의 장군 티뷰론, 데르클리다스, 이어 스파르타의 왕 아게실라오스 2세까지 소아시아를 침공하면서 소아시아의 태수들을 상대로 우세하게 싸웠다. 그러나 그리스 본토에서 코린트 전쟁이 발발했기 때문에 아게실라오스 2세는 본국으로 귀환하였고, 군사적 성공에도 불구하고 철수할 수밖에 없었다.
아르타크세르크세스 2세는 그리스 정국에도 깊이 관여했다. 코린트 전쟁에서 스파르타에 대항하여 아테네와 테베 등의 반 스파르타 동맹 측과 동맹했다. 이 전쟁은 스파르타의 우위를 지켰지만, 페르시아 제국의 압력으로 기원전 387년에 사르디스 평화 협정을 맺지 않을 수 없게 되었다. ‘대왕의 평화조약’(스파르타 협상 대표 안탈키다스가 활약했기 때문 ‘안탈키다스의 평화조약’이라고도 불린다)이라는 이 평화 조약은 모든 그리스의 폴리스는 독립적이며, 소아시아와 키프로스에 대한 페르시아의 주권, 패권을 재확인하는 페르시아에 유리한 내용이었다. 한편 스파르타는 평화의 수호자로 그리스의 패권과 위신을 얻어 곧 테베를 대신한다.

### 말년
오랫동안 골칫거리였던 그리스와의 관계를 안정시킨 아르타크세르크세스 2세는 또 다른 문제였던 이집트에 대처했다. 기원전 375년경, 킬리키아의 사트라프 다타메스를 이집트 정벌군 총사령관으로 임명했지만, 다타메스가 자신의 권세를 확대하자 의구심을 품고 그를 해임하고, 대신 파르나바조스와 아테네인 이피크라테스를 이집트 원정에 출전시켰다. 그러나 그리스의 원병을 얻게 된 이집트의 격렬한 저항에 부닥쳐 원정은 실패로 끝났다. 그동안 동방에서는 카두시오이 인의 반란이 일어나 아르타크세르크세스가 친정을 했다.
기원전 370년에는 서쪽에서 다타메스가 ‘사트라프의 대반란’이라 불리는 반란을 일으켰다. 예전에는 이 반란으로 페르시아의 지배 체제가 크게 흔들린 것으로 간주했었지만, 최근의 연구에서는 이러한 대반란이 일어난 흔적은 보이지 않는다고 한다. 아케메네스 왕조는 각지의 사트라프에 큰 권한을 부여하였다. 예를 들어 카리아의 사트라프 마우솔로스는 거의 독립 상태였다. 이런 상태가 아테네와 테베에서 보면 페르시아 제국의 지배 체제가 흔들리고 있다고 보았다. 그러나 자신의 그리스에서의 세력 신장에 유리하게 작용하도록 영향을 받은 역사로 해석된다.
아르타크세르크세스 2세는 후계자로 다리우스를 지명하고 있었지만, 이에 불만을 품은 다른 아들 오코스는 형 다리우스와 아리아스페스를 살해했다. 늙고, 무력해진 아르타크세르크세스 2세는 이를 묵인하였고, 기원전 359년에 아르타크세르크세스 2세의 사후 오코스가 왕위에 오르며 아르타크세르크세스 3세를 자칭했다.